# Josep Jansà Capdevila
Josep Jansà Capdevila (Reus 18 de juny de 1858 - Maó, 1938) va ser catedràtic de matemàtiques.
Era fill d'Esteve Jansà, fuster, de Montbrió del Camp, i de Teresa Capdevila, de Reus. Es va llicenciar en Ciències Exactes i Físiques a la Universitat de Barcelona, i exercia de professor a l'Institut de Reus. Va ser professor també a Barcelona, i l'any 1915 el van traslladar a Maó, a l'Institut General i Tècnic, on va obtenir la plaça de catedràtic. Hi va anar amb tota la família, l'esposa, Anna Guardiola Gavaldà, amb la que s'havia casat a Reus, i els cinc fills. El més gran, Ferran Jansà, va ser historiador i periodista, director de La Voz de Menorca, portaveu del Partit Republicà Radical. Ramon Jansà, el fill segon, era farmacèutic a Vila-seca. Josep Maria Jansà, el fill més conegut, va ser meteoròleg, cap del Servei de Meteorologia a Maó i a Madrid. El quart fill era sacerdot i va ser afusellat l'any 1936, i la més jove, Maria Dolors, va ser monja al Monestir de la Visitació de Palma. Va morir de malaltia a Maó l'any 1938.